# Вагнер-Регени, Рудольф
Рудо́льф Ва́гнер-Ре́гени (нем. Rudolf Wagner-Régeny; 28 августа 1903, Регин, Трансильвания, Австро-Венгрия (ныне Румыния) — 18 сентября 1969, Восточный Берлин, ГДР) — немецкий композитор и дирижёр, музыкальный педагог. Профессор Берлинской высшей музыкальной школы (ГДР). Член Немецкой академии искусств (с 1950) и Баварской академии изящных искусств.
Лауреат Национальной премии ГДР (1955).

## Биография
Из трансильванских саксов. Сын торговца. С раннего возраста проявлял музыкальный талант. Уже в детстве хорошо играл на пианино.
С 1919 года изучал композицию в Лейпцигской, с 1920 по 1923 год — в Берлинской консерваториях. Среди его педагогов были Штефан Крель, Роберт Тайхмюллер (в Лейпциге), Фридрих Эрнст Кох, Эмиль Николаус фон Резничек, Франц Шрекер (в Берлине).
В 1923—1925 годах работал ассистентом дирижёра Народной оперы (Фольксопера) в Берлине. Позже был дирижёром и композитором балетной труппы под руководством Рудольфа фон Лабана, с которой объездил многие страны Европы.
С 1929 года до смерти дружил и сотрудничал со сценаристом и либреттистом Каспаром Неером.
В 1930 году принял гражданство Германии. С 1930 по 1945 год занимался музыкальным творчеством и давал уроки композиции и теории. В 1947—1950 гг. работал директором консерватории в Ростоке, затем с 1950 года — профессор Берлинской высшей школы музыки им. Эйслера (ГДР). Будучи музыкальным педагогом, подготовил несколько поколений известных композиторов, в их числе, З. Матус, Я. Нагель, 
Проживая в ГДР, поддерживал тесные контакты с коллегами в Западной Германией и Австрии, где состоялись несколько премьер его новых работ.
Избегал резких заявлений по поводу музыкального авангарда, благодаря чему избежал конфликтов с властями нацистской Германии и ГДР.
Похоронен в Берлине на Доротеенштадтском кладбище.

## Творчество
Музыкально-драматические произведения Вагнера-Регени основаны на традициях Бертольта Брехта и Курта Вайля. В центре его композирской работы — опера.
Автор музыки к спектаклям и одноактным операм, которые ставились на оперной сцене в городе Гера, в том числе опер «Мошопулос» (1928), «Новое платье короля» (1928), а также оперы «Сганарель» по Мольеру (1929, Эссен), драм, сцен «Святая куртизанка» по О. Уайльду (1932), «Исайя и Яков» (1939) по библейскому сказанию и др.
Широкую известность принесла композитору опера «Der Günstling» («Фаворит») по драме В. Гюго «Мария Тюдор» (1935, Дрезден). В этой реалистической музыкальной драме Вагнер-Регени пользуется, наряду с вокальными формами, разговорной речью. Вагнеру-Регени принадлежат также оперы на либретто Каспара Неера, «Граждане Кале» (Die Bürger von Calais) по исторической хронике (1939, Берлин), «Иоганна Балк» по мотивам трансильванского народного эпоса (1941, Вена), «Прометей» по трагедии Эсхила на собственный текст (1939), «Флунский рудник» на либретто Гуго фон Гофмансталя (1931), «Персидский эпизод» (не поставлена); балеты «Моритат» (1929, Эссен), «Разбитый кувшин» (1937, Берлин) и другие сочинения в различных жанрах.